# Boston Port Act
Boston Port Act (Trade Act 1774, lång titel: An act to discontinue, in such manner, and for such time as are therein mentioned, the landing and discharging, lading or shipping, of goods, wares, and merchandise, at the town, and within the harbour, of Boston, in the province of Massachusetts Bay, in North America.) var en brittisk lag, som infördes den 31 mars 1774. Beslutet medförde att Bostons hamn barrikaderades för alla skepp från 1 juni samma år, som ett svar på tebjudningen i Boston i december 1773. Den 7 mars 1774 hade kung Georg III av Storbritannien hållit ett tal där han anklagade kolonisatörerna för att försöka skada den brittiska handeln och undergräva konstitutionen. 
Lagen innebar också att styrelsen för Massachusetts Bay-provinsen flyttades till Salem, och att Marblehead i stället kom att användas som hamn. Brittiska flottans fartyg patrullerade hamnen, och armésoldater medverkade för att upprätthålla blockaden. Kolonisatörerna menade att lagen drabbade hela Boston i stället för bara de som förstört telasten.
Eftersom Bostons hamn var den huvudsakliga källan för leveranser av förnödenheter till invånarna i Massachusetts skickade sympatiserande kolonisatörer från så avlägsna platser som South Carolina hjälpsändningar till nybyggarna i Massachusetts Bay.

### Fotnoter
1. ↑  14 Geo. III. c. 19